# Eddie Jobson
Edwin "Eddie" Jobson (ur. 28 kwietnia 1955) – brytyjski skrzypek i multiinstrumentalista.
Był członkiem kilku zespołów rocka progresywnego, m.in.: Curved Air, Roxy Music, grupy Franka Zappy, Jethro Tull, współpracował także z grupami Yes i King Crimson.
W latach 1977–1980 i 2011-2015 współtworzył supergrupę UK. W 2007 był współorganizatorem i członkiem projektu muzycznego UKZ, z którą występował m.in. w 2009 w Polsce. W 2012 inicjator reaktywowania grupy UK, z którą wystąpił w Polsce w 2015.

## Dyskografia

### Albumy solowe
- Yesterday Boulevard / On a Still Night (1976)
- Zinc - The Green Album (1983)
- Theme of Secrets (1985)
- Ultimate Zero – The Best of the U-Z Project Live (2010)
- Four Decades (2015)
- 1971-1979 The Band Years (2018)

### Curved Air
- Air Cut (1973)
- Lovechild (2009)

### Roxy Music
- Stranded (1973)
- Country Life (1974)
- Siren (1975)
- Viva! (1976)

### King Crimson
- USA (1975)

### Frank Zappa
- Zappa in New York (1978)
- Philly '76 (2009)

### UK
- U.K. (1978)
- Danger Money (1979)
- Night After Night (1979)
- Concert Classics, Vol. 4 (1999)
- Reunion – Live in Tokyo (2013)
- Curtain Call (2015)

### Jethro Tull
- A (1980)

### UKZ
- Radiation EP 2009